# Maine (provincie)

Wapenschild van Maine

Het historische Maine afgebeeld in het huidige Frankrijk

Maine was tot aan de Franse Revolutie een van de provincies van Frankrijk, tot deze in 1790 opgeheven werden en vervangen door departementen. Maine grensde aan provinciën Bretagne in het westen, Normandië in het noorden, Orléanais in het oosten en Anjou in het zuiden. Maine werd verdeeld over de departementen Mayenne en Sarthe. Het naburige departement Maine-et-Loire is de opgeheven provincie Anjou en kreeg zijn naam naar de rivieren Maine en Loire. Tegenwoordig horen al deze departementen bij de regio Pays de la Loire.

## Geschiedenis
De naam Maine is afgeleid van het Gallische volk van de Cenomani, dat hier woonde. Aan de oorsprong van de provincie Maine ligt het oude Neustrische graafschap Maine, ontstaan uit het bisdom Le Mans met de steden Le Mans en Jublains. Het graafschap Maine kwam aan het begin van de 12e eeuw onder controle van Anjou. Koning Filips II van Frankrijk veroverde het gebied in 1204 op de Plantagenets en zo kwam Maine in het Franse kroondomein.
Maine had een eigen gewoonterecht. Dit werd voor het eerst opgetekend in 1384. In 1508 werd het gewoonterecht hervormd. Fiscaal was Maine een pays d'élection: de belasting opgelegd door de koning werd geïnd door élus. Maine was opgedeeld in verschillende élections, waaronder Le Mans, Château-du-Loir en La Flèche. Een intendant van de koning keek toe op de inning van de belastingen. De intendant was gevestigd in Tours en de generaliteit Tours die hij bestuurde omvatte de provincies Touraine, Anjou en Maine.
Door een edict van juni 1787 hervormde koning Lodewijk XVI het bestuur van de zeventig provincies. Maine kreeg een assemblée provinciale, die ondergeschikt was aan de assemblée générale van Tours. De provincie werd onderverdeeld in zestien districten.